# Cynopterus horsfieldi
Cynopterus horsfieldi är en däggdjursart som beskrevs av Gray 1843. Den ingår i släktet Cynopterus och familjen flyghundar.

## Utseende
Arten är en förhållandevis stor fladdermus med en hundliknande, kort och bred nos med rörformade näsborrar, stora ögon och ovala öron. Pälsen är kort med variabel färg i mörka och ljusa, bruna till gråa toner. Öron och vingar har tydliga, vita kanter. Ungdjur är grå, medan vuxna djur har ett brunaktigt fält över ryggen. Hanar tenderar att vara rikligare färgade än honor, med tydligare "mantel" över ryggen, mörkare bröst och sidor på nacken, samt ljusare skuldror och strupe. Kroppslängden är 8 till 9,6 cm, vingbredden ungefär 47 cm, underarmen 6,8 till 7,6 cm, och vikten 41 till 70 g. 

## Utbredning och systematik
Denna flyghund förekommer i Sydostasien, från södra Malackahalvön till Borneo och Mataram. Dessutom finns två isolerade populationer i västra Thailand.

### Underarter
Catalogue of Life samt Wilson & Reeder (2005) skiljer mellan fyra underarter:
- Cynopterus horsfieldii horsfieldii Gray, 1843
- Cynopterus horsfieldii harpax Thomas and Wroughton, 1909
- Cynopterus horsfieldii persimilis K. Andersen, 1912
- Cynopterus horsfieldii princeps Miller, 1906

## Ekologi
Fladdermusen är social, och vilar tillsammans i stora flockar i grottor och bland klippor eller i mindre i träd. De senare kolonierna samlas ofta i tältliknande bon byggda av stora blad.
Arten är nattaktiv och förekommer i många habitat, som regnskog och annan urskog, kulturskog, kalkstensgrottor, mangroveträsk, jordbruksmark, parker och trädgårdar. I Thailand förekommer den dock bara i urskog.

### Föda och predation
Födan utgörs främst av frukt, men fladdermusen kan även äta blad, blommor och pollen. Mindre fruktkärnor sväljs och kommer ut med avföringen, större spottas ut. Artens fiender är få, och utgörs främst av människor, rovfåglar och reptiler.

### Fortplantning
Arten har en struktur där hanarna har små harem bestående av en könsmogen hane, två till tre könsmogna honor och deras avkomma. Honorna försvaras emellertid inte, och det finns inga tecken på att arten skulle ha några grupper av haremslösa unghanar. Honorna blir könsmogra vid 6 till 8 månaders ålder, hanarna när de är 1 till 2 år. Honorna får i genomsnitt 2 outvecklade ungar per kull, som dias i omkring 40 dagar. Honorna bär med sig ungarna överallt tills dessa har lärt sig flyga.

## Status och hot
Lokala bestånd hotas av skogsröjningar och andra landskapsförändringar. Allmänt har flyghunden bra anpassningsförmåga. IUCN listar arten som livskraftig (LC).